# Axel Ståhle (1891–1987)
Axel Reinhold Ståhle, född 1 februari 1891 i Helsingborg, död 21 november 1987 i Malmö, var en svensk ryttare och militär.
Ståhle blev olympisk guldmedaljör i Paris 1924. Han slutade sin militära bana som ryttmästare. Ståhle blev riddare av Svärdsorden 1941. Han är begravd vid Krematoriet i Helsingborg.